# Айту
Айту (каз. Айту) — село в Каратальском районе Жетысуской области Казахстана. Входит в состав сельского округа Айту. Код КАТО — 195049200.

## Население
В 1999 году население села составляло 438 человек (219 мужчин и 219 женщин). По данным переписи 2009 года, в селе проживало 296 человек (141 мужчина и 155 женщин).